# Familia Mountbatten-Windsor
El apellido Windsor que lleva actualmente la Casa Real británica es relativamente reciente dentro de esta dinastía con la familia inglesa que se decantó por un nombre «inglés» para eliminar cualquier vínculo con Alemania, país enemigo en la Primera Guerra Mundial (1914-1918). El nombre oficial, Sajonia-Coburgo y Gotha, llegó a convertirse en un verdadero problema durante ese conflicto al generar malestar entre la población por su fuerte asociación con lo alemán.

## Historia
Dicho apellido, que llegó a esta monarquía a través del matrimonio, en febrero de 1840, de Alberto, hijo a su vez del duque Ernesto I de Sajonia-Coburgo-Gotha, sonaba demasiado germánico.
Un ataque aéreo contra Londres llevado a cabo por los alemanes el 13 de junio de 1917 con catorce aeroplanos llamados "Gotha", en el que murieron 162 personas y que dejó 432 heridos, no hizo sino poner de relieve la urgente necesidad de un cambio.
Eludir cualquier connotación con el enemigo pasó a ser una tarea primordial durante el reinado del rey Jorge V —desde 1910 a 1936—, que junto a su familia y consejeros sopesaron alternativas más al gusto del pueblo británico. 
Al mismo tiempo, la revolución de febrero y ejecución del zar Nicolás II de Rusia y de la familia imperial volvieron crítica la situación del cambio de nombre de la familia real. 
Tras barajar opciones como York, Lancaster, Plantagenet, Tudor-Stuart o Fitzroy, fue el secretario privado del monarca, Arthur John Bigge, el primer barón Stamfordham, a propuesta del primer ministro Lloyd George, quien dio con la solución.
Windsor, al igual que el famoso castillo homónimo, cerca de Londres, constituía todo un símbolo para Inglaterra, además de ser un nombre cien por cien inglés y fuertemente ligado a la realeza, el cual simbolizaba la fuerza y la permanencia tanto del castillo y del pueblo inglés, como su histórica monarquía monarquía. 
Hasta el día de hoy, la familia real británica responde a este apellido, que heredó Isabel II.
Al contraer la reina Isabel II matrimonio con el príncipe Felipe de Grecia, perteneciente por vía materna a la familia de los Mountbatten, la Reina dispuso que sus descendientes se apellidaran Mountbatten-Windsor.
El abuelo materno de Felipe de Edimburgo, príncipe alemán llamado Louis Alexander de Battenberg (1854-1921), que contrajo matrimonio con una nieta de la reina Victoria, Victoria de Hesse-Darmstadt, tradujo su apellido, alemán, a su equivalente inglés Mountbatten (berg y mount es «montaña» o «monte» en alemán e inglés, respectivamente).
En abril de 1952, dos meses después de su ascensión al trono, Isabel II dispuso que tanto ella como sus hijos serían conocidos como la Casa y Familia Windsor, apellido que heredarían sus descendientes y respectivos hijos. 
Un decreto posterior, dictado el 8 de febrero de 1960, precisa, sin embargo, que mientras que la Soberana y sus cuatro hijos —Carlos, Ana, Andrés y Eduardo— serían conocidos como Windsor, otros familiares que no fuesen príncipes o altezas reales llevarían el apellido Mountbatten-Windsor. 
Así, este último fue el utilizado por decisión propia por una de sus hijas, la princesa Ana, cuando se casó con su primer marido, el capitán Mark Phillips, en 1973.
El rey Carlos III casado en segundas nupcias con Camilla Shand, podría optar por el de Mountbatten, haciendo honor a su tío abuelo y mentor, Louis Mountbatten, el último Virrey de la India, asesinado por el IRA en 1979. 
Así se indica en el segundo capítulo de la biografía del príncipe Carlos escrita por el periodista Jonathan Dimbleby, amigo personal y biógrafo del primogénito de Isabel II.
Esta decisión, que, según dicho autor, cuenta con la aprobación del príncipe Felipe, duque de Edimburgo, ha sido objeto de grandes discusiones en el seno de la familia real, pero por tratarse de una cuestión constitucional, debe ser consultada con el primer ministro y aprobada por el Parlamento.
Por otro lado, la rama germana de los Windsor los vincula también con la Monarquía española. Esta conexión se remonta al matrimonio de la nieta de la Reina Victoria, la Princesa Victoria Eugenia de Battenberg, con el rey Alfonso XIII de España.